# الموتى السائرون: ممزق
الموتى السائرون: ممزق، مُسلسل ويب من ستة أجزاء مبني على قصة المسلسل التلفزيوني الموتى السائرون. عرض في 3 أكتوبر، 2011، على موقع شبكة «AMC» الرسمي على الإنترنت. يتابع المسلسل قصة هانا المعروف بأسم «فتاة الدراجة الهوائية» تلك الفتاة التي يقتلها ريك في الحلقة الأولى من المسلسل التلفزيوني.
تبع المسلسل، مسلسل ويب آخر بعنوان تخزين بارد عرض في 1 أكتوبر، 2012.

## الممثلين والشخصيات
- ليلي بيردسيل بدور هانا (4 حلقات)
- ريك أوتو بدور أندرو (6 حلقات)
- غريفن كليفلاند بدور بيلي (4 حلقات)
- ماديسون ليزلي بدور جيمي (4 حلقات)
- ريكس لين بدور مايك بالمر (2 حلقتان)
- دانييلي بورجيو بدور جودي (3 حلقات)

## الحلقات
طالع أيضاً: قائمة حلقات الموتى السائرون
| التسلسل | عنوان الحلقة "بالإنجليزية" | إخراج         | كتابة                       | تاريخ العرض   | مدة العرض (دقائق) |
| ------- | -------------------------- | ------------- | --------------------------- | ------------- | ----------------- |
| 1       | «A New Day»                | غريغ نيكوتيرو | غريغ نيكوتيرو وجون إسبوسيتو | 3 أكتوبر 2011 | 2:37              |
| 2       | «Family Matters»           | غريغ نيكوتيرو | غريغ نيكوتيرو وجون إسبوسيتو | 3 أكتوبر 2011 | 2:20              |
| 3       | «Domestic Violence»        | غريغ نيكوتيرو | غريغ نيكوتيرو وجون إسبوسيتو | 3 أكتوبر 2011 | 3:10              |
| 4       | «Neighborly Advice»        | غريغ نيكوتيرو | غريغ نيكوتيرو وجون إسبوسيتو | 3 أكتوبر 2011 | 4:00              |
| 5       | «Step-Mother»              | غريغ نيكوتيرو | غريغ نيكوتيرو وجون إسبوسيتو | 3 أكتوبر 2011 | 2:22              |
| 6       | «Everything Dies»          | غريغ نيكوتيرو | غريغ نيكوتيرو وجون إسبوسيتو | 3 أكتوبر 2011 | 5:06              |

## وصلات خارجية
- الموقع الرسمي
- الموتى السائرون: ممزق على موقع IMDb (الإنجليزية)
- الموتى السائرون: ممزق على موقع كينوبويسك (الروسية)